# Mielichhoferia australis
Mielichhoferia australis är en bladmossart som beskrevs av Georg Ernst Ludwig Hampe 1856. Mielichhoferia australis ingår i släktet kismossor, och familjen Bryaceae. Inga underarter finns listade i Catalogue of Life.